# Macisto (mitología)
En la mitología griega Macisto (en griego Μάκιστος) es un hijo epónimo de Atamante que solo aparece mencionado por Estéfano de Bizancio, a saber:«Macisto: una ciudad de Trifilia, que fue fundada por los caucones y que lleva su nombre por Macisto, el hermano de Frixo; más tarde la ciudad pasaría a llamarse Frixa y se encuentra ubicada en las tierras montañosas de los lepreatas».
Apenas tiene importancia dentro de la mitología griega, pero es posible que su nombre, a través de la supuesta forma italiana Maciste, dieran origen a un popular personaje cinematográfico de características similares a las de Hércules. 
Existen igualmente tres personajes llamados Mecisto en la mitología griega: Mecisto de Argos, hijo del rey Tálao, y dos guerreros aqueos de la Guerra de Troya.